# Севиль (фильм, 1970)
Севиль (азерб. Sevil) — советский драматический фильм с элементами мюзикла 1970 года производства киностудии «Азербайджанфильм».

## Синопсис
Действие фильма происходит в Баку в 1918-19 гг, далее спустя несколько лет. Фильм снят по мотивам одноимённой оперы Фикрета Амирова. Севиль стал первым в истории азербайджанского кинематографа фильмом жанра фильм-опера.

## Создатели фильма

### В ролях
Валентина Асланова — Севиль
Гасан Мамедов — Балаш
Земфира Исмаилова — Гюлюш
Сафура Ибрагимова — Дильбар
Гамлет Курбанов — Абдулали бек
Мамедсадых Нуриев — Мамедали бек
Гасан Турабов — Рустамов
Рза Афганлы — Атакиши
Агарза Гулиев — Бабакиши
Лейла Бадирбейли — Тафта
Инсаф Мамедова — Севилин кызы
Фируза Алиханова
П. Гаджиева
Азад Дадашов
Л. Набиева
С. Сулейманов
Талят Рахманов — служитель
И. Морозова
Алигейдар Гасанзаде
Мухтар Авшаров — бек
Рафик Азимов — Забит

### Административная группа
оригинальный текст: Джафар Джаббарлы (пьеса), Фикрет Амиров (опера)
авторы сценария: Владимир Гориккер, Андрей Донатов, Талят Эйюбов
режиссёр-постановщик: Владимир Гориккер
оператор-постановщик: Расим Исмаилов
художник-постановщик: Элбек Рзагулиев
композитор: Фикрет Амиров
звукооператор: Григорий Коренблюм
художник по костюмам: Бадура Афганлы
монтажёр: Тахира Бабаева
художник-гримёр: В. Березняков
ассистенты режиссёра: Эльмира Алиева, А. Алиев, Акиф Рустамов
ассистенты оператора: Рафик Каримов, Зия Бабаев(в титрах З. Бабаев), Хамза Ахмедоглу
ассистент художника: Маис Агабеков
второй оператор: Расим Исмаилов
второй художник: Мирза Рафиев
директор фильма: А. Дудиев
При озвучивании фильма были сделаны звуковые дорожки на азербайджанском и русском языках:
- азербайджанский Маквала Касрашвили (Sevil), Лютвеяр Иманов (Balaş), Рахиля Имангулиева (Gülüş), Г. Олейниченко (Dilbər), В. Султанов, Фириддун Мехдиев, Адил Маликов, Х. Гурбанова, Мюрсал Бадиров, Л. Абаишвили, В. Гурбанов, Л. Гнида, Ислам Рзаев
- русский - Т.Синявская (служанка Тафты)